# Enicospilus pilmus
Enicospilus pilmus là một loài tò vò trong họ Ichneumonidae.